# Берель (Казахстан)
Бере́ль (каз. Берель) — село у складі Катон-Карагайського району Східноказахстанської області Казахстану. Входить до складу Жамбильського сільського округу.
Населення — 398 осіб (2021; 562 у 2009, 863 у 1999, 706 у 1989).
Національний склад станом на 1989 рік:
- казахи — 100 %